# Ronde van Italië 1964
| Eindklassement      |                     |              |
| Algemeen klassement | Jacques Anquetil    | 115h 10' 27" |
| Tweede              | Italo Zilioli       | + 1' 22"     |
| Derde               | Guido De Rosso      | + 1' 31"     |
| Vierde              | Vittorio Adorni     | + 2' 22"     |
| Vijfde              | Gianni Motta        | + 2' 38"     |
| Zesde               | Renzo Fontana       | + 3' 30"     |
| Zevende             | Marcello Mugnaini   | + 5' 05"     |
| Achtste             | Franco Balmamion    | + 6' 00"     |
| Negende             | Rolf Maurer         | + 7' 47"     |
| Tiende              | Franco Bitossi      | + 9' 20"     |
| (Bel)               | Camiel Vyncke (31e) | + 1h 06' 16" |
| (Ned)               | Ab Geldermans (37e) | + 1h 14' 05" |
| Rode Lantaarn       | Dino Bruni (97e)    | + 4h 20' 25" |
| Bergklassement      | Franco Bitossi      | ? punten     |
| Tweede              | Antionio Gómez      | ? punten     |
| Derde               | Franco Balmamion    | ? punten     |
| Ploegenklassement   | Saint-Raphael       | ?            |
| Tweede              | ?                   | ?            |
| Derde               | ?                   | ?            |

In 1964 ging de 47e Giro d'Italia op 16 mei van start in Bolzano. Hij eindigde op 7 juni in Milaan. Er stonden 130 renners verdeeld over 13 ploegen aan de start. Hij werd gewonnen door Jacques Anquetil.
Aantal ritten: 22

Totale afstand: 4111.4 km

Gemiddelde snelheid: 35.697 km/h

Aantal deelnemers: 130

## Belgische en Nederlandse prestaties
In totaal namen er 9 Belgen en 3 Nederlanders deel aan de Giro van 1964.

### Belgische etappezeges
- Walter Boucquet won de 12e etappe van San Benedetto del Tronto naar Roccaraso.

### Nederlandse etappezeges
- Cees Lute won de 19e etappe van Alessandria naar Cuneo.

## Etappe uitslagen
| Datum                  | Etappe    | Parcours                              | Afstand | Eerste                     | Tweede                        | Derde                      | Klassementsleider      |
| ---------------------- | --------- | ------------------------------------- | ------- | -------------------------- | ----------------------------- | -------------------------- | ---------------------- |
| 16 mei                 | etappe 1  | Bozen/Bolzano - Riva del Garda        | 173 km  | Vittorio Adorni (Ita)      | Rudi Altig (Dui)              | Renato Pelizzoni (Ita)     | Vittorio Adorni (Ita)  |
| 17 mei                 | etappe 2  | Riva del Garda - Brescia              | 143 km  | Michele Dancelli (Ita)     | Nevio Vitali (Ita)            | Carlo Chiappano (Ita)      | Michele Dancelli (Ita) |
| 18 mei                 | etappe 3  | Brescia - San Pellegrino Terme        | 193 km  | Franco Bitossi (Ita)       | Guido De Rosso (Ita)          | Roberto Poggiali (Ita)     | Enzo Moser (Ita)       |
| 19 mei                 | etappe 4  | San Pellegrino Terme - Parma          | 189 km  | Vito Taccone (Ita)         | Vendramino Bariviera (Ita)    | Raffaele Marcoli (Ita)     | Enzo Moser (Ita)       |
| 20 mei                 | etappe 5  | Parma Baganzola - Busseto (tijdrit)   | 50.4 km | Jacques Anquetil (Fra)     | Ercole Baldini (Ita)          | Vittorio Adorni (Ita)      | Jacques Anquetil (Fra) |
| 21 mei                 | etappe 6  | Parma - Verona                        | 100 km  | Vendramino Bariviera (Ita) | Raffaele Marcoli (Ita)        | Marcel Ongenae (Bel)       | Jacques Anquetil (Fra) |
| 22 mei                 | etappe 7  | Verona - Lavarone                     | 168 km  | Angelino Soler (Spa)       | Antonio Gomez Del Moral (Spa) | Carlo Brugnami (Ita)       | Jacques Anquetil (Fra) |
| 23 mei                 | etappe 8  | Lavarone - Pedavena                   | 183 km  | Marcello Mugnaini (Ita)    | Italo Zilioli (Ita)           | Gianni Motta (Ita)         | Jacques Anquetil (Fra) |
| 24 mei                 | etappe 9  | Feltre - Marina di Ravenna            | 260 km  | Pietro Zoppas (Ita)        | Jos Hoevenaars (Bel)          | Raffaele Marcoli (Ita)     | Jacques Anquetil (Fra) |
| 25 mei                 | etappe 10 | Marina di Ravenna - San Marino        | 179 km  | Rolf Maurer (Zwi)          | Jacques Anquetil (Fra)        | Italo Zilioli (Ita)        | Jacques Anquetil (Fra) |
| 26 mei                 | etappe 11 | Rimini - San Benedetto del Tronto     | 185 km  | Raffaele Marcoli (Ita)     | Dino Zandegu (Ita)            | Michele Dancelli (Ita)     | Jacques Anquetil (Fra) |
| 27 mei                 | etappe 12 | San Benedetto del Tronto - Roccaraso  | 257 km  | Walter Boucquet (Bel)      | Franco Bitossi (Ita)          | Gabriele Mugnaini (Ita)    | Jacques Anquetil (Fra) |
| 28 mei                 | etappe 13 | Roccaraso - Caserta                   | 188 km  | Giorgio Zancanaro (Ita)    | Antonio Gomez Del Moral (Spa) | Francesco Miele (Ita)      | Jacques Anquetil (Fra) |
| 29 mei                 | etappe 14 | Caserta - Castel Gandolfo             | 210 km  | Vittorio Adorni (Ita)      | Franco Bitossi (Ita)          | Vendramino Bariviera (Ita) | Jacques Anquetil (Fra) |
| 30 mei                 | etappe 15 | Rome - Montepulciano                  | 214 km  | Nino Defilippis (Ita)      | Mario Maino (Ita)             | Livio Trape (Ita)          | Jacques Anquetil (Fra) |
| 31 mei                 | etappe 16 | Montepulciano - Livorno               | 199 km  | Franco Bitossi (Ita)       | Renato Pelizzoni (Ita)        | Renzo Fontona (Ita)        | Jacques Anquetil (Fra) |
| 1 juni                 | etappe 17 | Livorno - Santa Margherita Ligure     | 210 km  | Franco Bitossi (Ita)       | Vittorio Adorni (Ita)         | Italo Zilioli (Ita)        | Jacques Anquetil (Fra) |
| 2 juni was een rustdag |           |                                       |         |                            |                               |                            |                        |
| 3 juni                 | etappe 18 | Santa Margherita Ligure - Alessandria | 204 km  | Bruno Mealli (Ita)         | Franco Bitossi (Ita)          | Walter Boucquet (Bel)      | Jacques Anquetil (Fra) |
| 4 juni                 | etappe 19 | Alessandria - Cuneo                   | 206 km  | Cees Lute (Ned)            | Diego Ronchini (Ita)          | Graziano Battistini (Ita)  | Jacques Anquetil (Fra) |
| 5 juni                 | etappe 20 | Cuneo - Pinerolo                      | 254 km  | Franco Bitossi (Ita)       | Vittorio Adorni (Ita)         | Gianni Motta (Ita)         | Jacques Anquetil (Fra) |
| 6 juni                 | etappe 21 | Turijn - Biella                       | 200 km  | Gianni Motta (Ita)         | Franco Bitossi (Ita)          | Italo Zilioli (Ita)        | Jacques Anquetil (Fra) |
| 7 juni                 | etappe 22 | Biella - Milaan                       | 146 km  | Willy Altig (Dui)          | Luigi Mele (Ita)              | Danilo Grassi (Ita)        | Jacques Anquetil (Fra) |

 winnaars · 
roze trui · 
  puntenklassement · 
  bergklassement · 
 jongerenklassement · 
 intergiro · 
 ploegenklassement · 
 strijdlust · 
 zwarte trui
Giro d'Italia Next Gen · Giro Donne · Cima Coppi
 Belgische rozetruidragers · etappewinnaars
 Nederlandse rozetruidragers · etappewinnaars
Mannen:
1909 · 
1910 · 
1911 · 
1912 · 
1913 · 
1914 · 
1919 · 
1920 · 
1921 · 
1922 · 
1923 · 
1924 · 
1925 · 
1926 · 
1927 · 
1928 · 
1929 · 
1930 · 
1931 · 
1932 · 
1933 · 
1934 · 
1935 · 
1936 · 
1937 · 
1938 · 
1939 · 
1940 · 
1946 · 
1947 · 
1948 · 
1949 · 
1950 · 
1951 · 
1952 · 
1953 · 
1954 · 
1955 · 
1956 · 
1957 · 
1958 · 
1959 · 
1960 · 
1961 · 
1962 · 
1963 · 
1964 · 
1965 · 
1966 · 
1967 · 
1968 · 
1969 · 
1970 · 
1971 · 
1972 · 
1973 · 
1974 · 
1975 · 
1976 · 
1977 · 
1978 · 
1979 · 
1980 · 
1981 · 
1982 · 
1983 · 
1984 · 
1985 · 
1986 · 
1987 · 
1988 · 
1989 · 
1990 · 
1991 · 
1992 · 
1993 · 
1994 · 
1995 · 
1996 · 
1997 · 
1998 · 
1999 · 
2000 · 
2001 · 
2002 · 
2003 · 
2004 · 
2005 · 
2006 · 
2007 · 
2008 · 
2009 · 
2010 · 
2011 · 
2012 · 
2013 · 
2014 · 
2015 · 
2016 · 
2017 · 
2018 · 
2019 · 
2020 · 
2021 · 
2022 · 
2023 · 
2024 · 
2025
Vrouwen:
1988 · 
1989 · 
1990 · 
1991 ·
1992 ·
1993 · 
1994 · 
1995 · 
1996 · 
1997 · 
1998 · 
1999 · 
2000 · 
2001 · 
2002 · 
2003 · 
2004 · 
2005 · 
2006 · 
2007 · 
2008 · 
2009 · 
2010 · 
2011 · 
2012 ·
2013 · 
2014 ·
2015 ·
2016 ·
2017 ·
2018 ·
2019 ·
2020 ·
2021 ·
2022 ·
2023 ·
2024 ·
2025